# Мартинес, Алек
Алек Мартинес (англ. Alec Martinez, 26 июля 1987, Рочестер-Хилс, Мичиган, США) — бывший профессиональный американский хоккеист, выступавший на позиции защитника. Трёхкратный обладатель Кубка Стэнли (2012, 2014, 2023).

## Ранние годы
Алек Мартинес родился в Рочестер-Хилс, штат Мичиган. Дедушка по отцовской линии был испанцем, а бабушка мексиканкой. В ранние годы выступал за «Сидар-Рапидс Рафрайдерс» из USHL, а также за хоккейный клуб Университета Майами выступающего в Центральной студенческой хоккейной ассоциации Дивизиона I NCAA.

## Профессиональная карьера
На драфте НХЛ 2007 года, был выбран клубом «Лос-Анджелес Кингз» в 4-м раунде под общим 95-м номером. Сезон 2008/2009 стал для игрока первым на профессиональном уровне, который он полностью провел за фарм-клуб «Кингз» — «Манчестер Монаркс», выступающий в АХЛ. Дебютировал в НХЛ 3 октября 2009 года в матче против «Финикс Койотис».  Свои первые очки в НХЛ набрал 24 ноября 2010 года, забив шайбу в ворота «Монреаль Канадиенс».
11 июля 2012 года стал обладателем Кубка Стэнли в составе «Лос-Анджелес Кингз», набрав в финальной серии 2 (1+1) очка.
На время локаута в НХЛ в сезоне 2012/2013, выступал в финской SM-liiga за ТПС и «Аллен Американс» из Центральной хоккейной лиги.
В сезоне 2013/2014 завоевал свой второй Кубок Стэнли, забив гол во втором овертайме пятого матча финальной серии против «Нью-Йорк Рейнджерс», принёсший итоговую победу «Кингз» в финале. 3 декабря 2014 года продлил на шесть лет контракт с «Лос-Анджелесом».
19 февраля 2020 года «Кингз» обменяли Мартинеса в «Вегас Голден Найтс» получив за него право выбора во вторых раундах драфтов 2020 и 2021 годов. 13 июня 2023 года в составе «Голден Найтс» выиграл первый в истории клуба и третий в своей карьере Кубок Стэнли.
1 июля в качестве свободного агента подписал однолетний контракт с «Чикаго Блэкхокс» на сумму $4 млн.

## Статистика
| Легенда | Легенда                    | Легенда | Легенда                   | Легенда | Легенда    |
| ------- | -------------------------- | ------- | ------------------------- | ------- | ---------- |
| И       | Количество проведённых игр | Штр     | Штрафное время            | +/−     | Плюс-минус |
| Г       | Голы                       | П       | Голевые передачи          | О       | Очки       |
| -       | Статистика неизвестна      | —       | Статистика не учитывалась |         |            |